# Jaglačevke
Jaglačevke (jaglikovice, vesnače, jaglaci, lat. Primulaceae) porodica je cvjetnica s 68 priznatih rodova, 2.788 vrsta i 1.252 priznate podvrste (2013. godine) trajnih i jednogodišnjih zelenih zeljastih biljaka, rijetko polugrmova. 

## Opći opis
Primulaceae je porodica jaglaca, iz reda Ericales, koja sadrži 58 rodova i gotovo 2600 vrsta cvjetnica. Skupina je rasprostranjena diljem svijeta, uključujući tropske krajeve Starog svijeta, diljem Amerike te u umjerenim i hladnijim područjima sjeverne hemisfere; mnogi članovi su arktički ili alpski. Porodica je prošla značajnu taksonomsku reviziju i uključuje sada raspuštene porodice Maesaceae, Myrsinaceae i Theophrastaceae, prema Grupi filogenije angiosperma IV (2016.).

## Fizički opis
Pripadnici Primulaceae uključuju jednogodišnje ili višegodišnje biljke, grmlje, lijane i drveće. Većina ima jednostavne listove, često s nazubljenim rubom. Cvjetovi se nalaze u skupinama na peteljkama bez lišća i imaju cijev sraslih latica s raširenim režnjevima, a prašnici su pričvršćeni za cijev i usmjereni nasuprot laticama. Stil je često kratak, a jajnik nije podijeljen pregradama; posteljica, na kojoj se nose ovule, jako je natečena. Plodovi su često kapsule. Česti su, na primjer, izlučujući kanali koji sadrže žute, crvene ili smeđe tanine.
Brojne vrste Primulaceae uzgajaju se kao vrtni ukrasi. Tu spadaju razne vrste jaglaca, osobito vrtni jaglaci i “zvijezde padalice”, metiljeva trava  (Lysimachia nummularia), točkasti protivak (L. punctata), perzijska ciklama (Cyclamen persicum) i poljska krivičica (Anagallis arvensis).

## Popis rodova
Rodovi krivičica ili krika (Anagallis), zvjezdolan (Asterolinon), majuška (Centunculus)  više nisu priznati a njihove vrste uključene su u rod protivak (Lysimachia). Rod jamarica ili kortuza (Cortusa) u Jaglace (Primula)
1. Familia Primulaceae Batsch ex Borkh. (3209 spp.)
  1. Subfamilia Maesoideae DC.
    1. Maesa Forssk. (171 spp.)

  2. Subfamilia Theophrastoideae DC.
    1. Tribus Samoleae Rchb.
      1. Samolus L. (13 spp.)

    2. Tribus Theophrasteae Bartling
      1. Theophrasta L. (2 spp.)
      2. Neomezia Votsch (1 sp.)
      3. Clavija Ruiz & Pav. (56 spp.)
      4. Jacquinia L. (18 spp.)
      5. Deherainia Decne. (2 spp.)
      6. Votschia B. Ståhl (1 sp.)
      7. Bonellia Bertero ex Colla (29 spp.)

  3. Subfamilia Primuloideae Kostel.
    1. Androsace L. (159 spp.)
    2. Pomatosace Maxim. (1 sp.)
    3. Primula L. (504 spp.)
    4. Dionysia Fenzl (62 spp.)
    5. Soldanella L. (20 spp.)
    6. Dodecatheon L. (16 spp.)
    7. Bryocarpum Hook. fil. & Thomson (1 sp.)
    8. Kaufmannia Regel (1 sp.)
    9. Omphalogramma (Franch.) Franch. (12 spp.)
    10. Hottonia L. (2 spp.)

  4. Subfamilia Myrsinoideae Burnett
    1. Tribus Corideae Dumort.
      1. Coris L. (1 sp.)
      2. Stimpsonia Wright ex A. Gray (2 spp.)

    2. Tribus Ardisiandreae O. Schwarz
      1. Ardisiandra Hook. fil. (3 spp.)

    3. Tribus Lysimachieae Rchb.
      1. Lysimachia L. (278 spp.)
      2. Paralysimachia F. Du, J. Wang & S. Y. Yang (1 sp.)
      3. Cyclamen L. (18 spp.)
      4. Embelia Burm. fil. (123 spp.)
      5. Grenacheria Mez (9 spp.)
      6. Heberdenia Banks ex Vent. (1 sp.)
      7. Pleiomeris A. DC. (1 sp.)
      8. Myrsine L. (289 spp.)
      9. Ardisia Sw. (694 spp.)
      10. Gentlea Lundell (9 spp.)
      11. Hymenandra (A. DC.) Spach (18 spp.)
      12. Solonia Urb. (1 sp.)
      13. Geissanthus Hook. fil. (51 spp.)
      14. Emblemantha B. C. Stone (1 sp.)
      15. Sadiria Mez (7 spp.)
      16. Stylogyne A. DC. (43 spp.)
      17. Ctenardisia Ducke (4 spp.)
      18. Antistrophe A. DC. (6 spp.)
      19. Parathesis (A. DC.) Hook. fil. (97 spp.)
      20. Aegiceras Gaertn. (1 sp.)
      21. Amblyanthus A. DC. (5 spp.)
      22. Amblyanthopsis Mez (4 spp.)
      23. Elingamita G. T. S. Baylis (1 sp.)
      24. Wallenia Sw. (29 spp.)
      25. Loheria Merr. (6 spp.)
      26. Cybianthus Mart. (155 spp.)
      27. Vegaea Urb. (1 sp.)
      28. Oncostemum A. Juss. (99 spp.)
      29. Badula Juss. (17 spp.)
      30. Tapeinosperma Hook. fil. (78 spp.)
      31. Mangenotiella M. Schmid (1 sp.)
      32. Discocalyx (A. DC.) Mez (55 spp.)
      33. Labisia Lindl. (9 spp.)
      34. Systellantha B. C. Stone (3 spp.)
      35. Monoporus A. DC. (6 spp.)
      36. Fittingia Mez (9 spp.)
      37. Conandrium (K. Schum.) Mez (2 spp.)

## Vanjske poveznice
- Jaglaci na USDA
- Jaglaci (RBG Kew)